# Barend Courbois
Barend Courbois (Oosterbeek, 13 luglio 1963) è un bassista e compositore olandese naturalizzato statunitense noto prevalentemente come membro del Michael Schenker Group.

## Biografia
È figlio del batterista jazz Pierre Courbois. Courbois ha iniziato a fare musica all'età di 11 anni. Dopo un periodo iniziale alla batteria, ha deciso di suonare il basso. Ha suonato in molte band diverse, tra cui Hammerhead, Blind Guardian e Tank.   
Nel 1996 Courbois pubblicò il suo primo album solista sotto il nome di 'Tunes For A Friend'.

## Discografia

### Solista
- 1996 - Alive and Picking
- 2012 - Jason Becker is not Dead

### Con il Michael Schenker Group
- 2021 - Immortal
- 2022 - Universal

### Con i Blind Guardian
- 2015 – Beyond the Red Mirror
- 2019 – Legacy of the Dark Lands

### Hammerhead
- 1993 - Ethereal Killer
- 1994 - Into the Vortex